# Fritz Curschmann (Mediziner)
Fritz Curschmann (* 8. Juni 1879 in Darmstadt; † 8. Februar 1961 in München) war ein deutscher Internist und Arbeitsmediziner.

## Werdegang
Curschmann wurde als Sohn eines Gymnasialdirektors geboren. Er besuchte Gymnasien in Darmstadt und Friedberg und studierte im Anschluss Medizin an der Ludwigs-Universität Gießen und der Universität Leipzig. Während seines Studiums wurde er in Gießen 1897 Mitglied der Studentenverbindung Akademische Gesellschaft „Das Kloster“. Seine Promotion erfolgte 1901.
1908 trat er als Werksarzt in die Filmfabrik der Aktien-Gesellschaft für Anilin-Fabrikation (Agfa) in Wolfen ein. Später wurde er ebendort Leiter der Abteilung für sozialpolitische Angelegenheiten der Arbeiter und Angestellten sowie 1920 stellvertretendes Vorstandsmitglied der Agfa und 1925/1926 der neu gegründeten I.G. Farben.
Ab 1925 engagierte sich Curschmann für den Neubau des Kreiskrankenhauses im benachbarten Bitterfeld, der aufgrund der wachsenden Bevölkerung notwendig geworden war. Curschmann wurde parallel zu seiner Tätigkeit in Wolfen erster Direktor des im Aufbau befindlichen Klinikums, zog sich bald nach der Einweihung im Dezember 1929 aber aus der Geschäftsführung zurück.
Im I.G.-Farben-Management war er wegen seiner liberalen Auffassungen wenig beliebt. 1933 gab es Überlegungen, ihn wegen seines jüdischen Urgroßvaters David Oppert aus dem Management zu entfernen, Curschmann konnte sich aber noch einige Jahre in seiner Position halten. Erst 1938 – im Alter von 64 Jahren – ging er in den Ruhestand und übersiedelte nach München.
Curschmann war außerdem bis 1938 Mitglied verschiedener wirtschaftlicher und wissenschaftlicher Verbände, so von 1909 bis 1933 Vorsitzender der ständigen Fabrikärzte-Konferenz bei der Berufsgenossenschaft der chemischen Industrie.
Nach Ende des Zweiten Weltkriegs praktizierte er bis über das 70. Lebensjahr hinaus in München als Facharzt für Innere Medizin. Beigesetzt wurde er auf dem Münchner Nordfriedhof.

## Ehrungen
- Arthur-Weinberg-Medaille
- 1952: Großes Verdienstkreuz der Bundesrepublik Deutschland